# Glabroapseudes larseni
Glabroapseudes larseni is een naaldkreeftjessoort uit de familie van de Apseudidae. De wetenschappelijke naam van de soort is voor het eerst geldig gepubliceerd in 2003 door Guerrero-Kommritz & Heard.